# Lecelles
Lecelles es una comuna francesa situada en el departamento del Norte, en la región de Alta Francia.

## Demografía
| 2209 | 2152 | 2356 | 2402 | 2563 | 2662 | 3004 |
| Para los censos de 1962 a 1999 la población legal corresponde a la población sin duplicidades (Fuente: INSEE [Consultar]) |      |      |      |      |      |      |